# Victoire Berteau

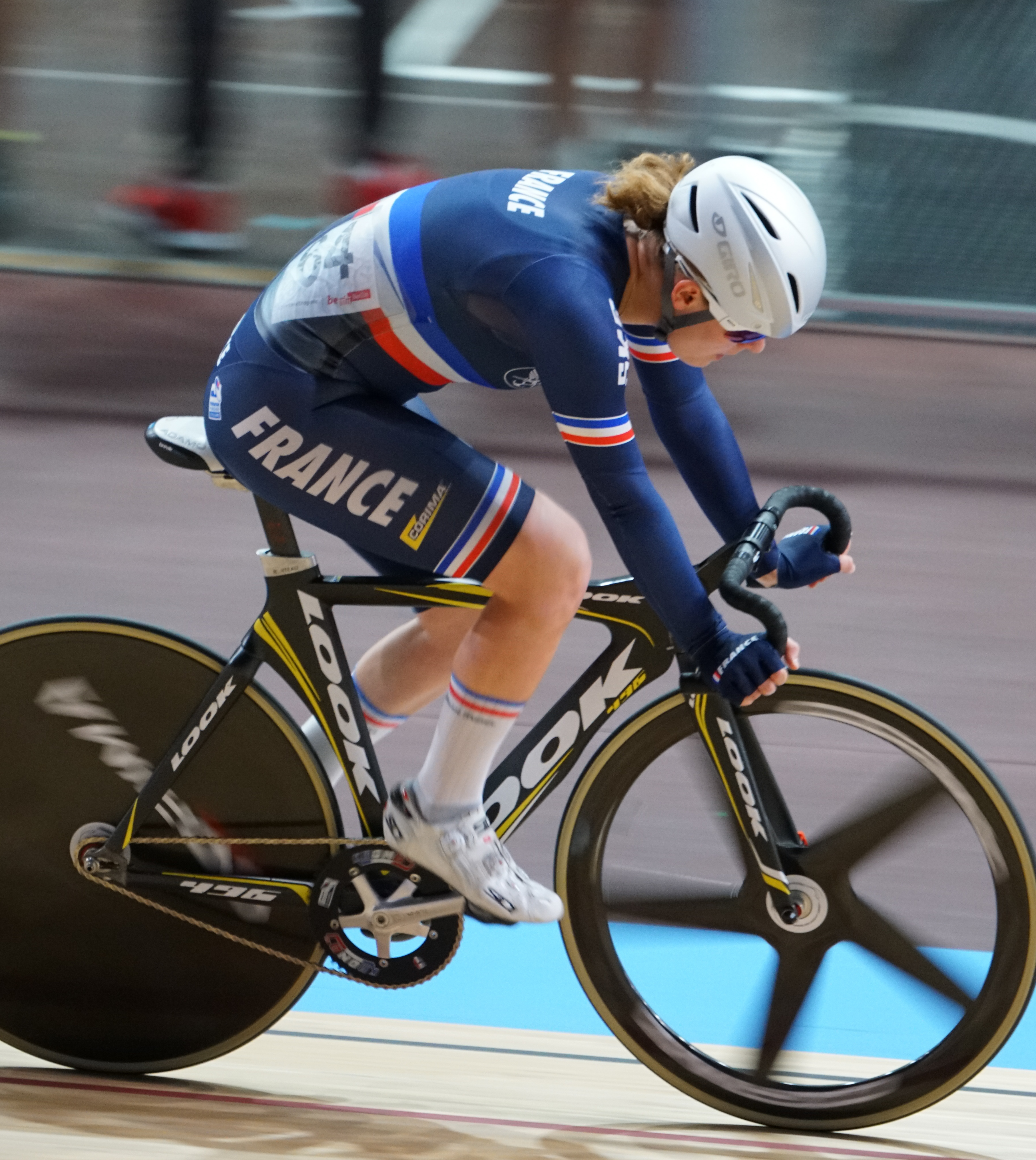
Berteau im Scratch-Rennen bei der Bahn-WM 2020 in Berlin

Victoire Berteau (* 16. August 2000 in Lambres-lez-Douai) ist eine französische Radrennfahrerin, die Rennen auf Bahn und Straße bestreitet.

## Karriere
Berteau wuchs auf einem Bauernhof in Nordfrankreich auf und begann im Alter von sieben Jahren mit dem Radsport. Als Jugendfahrerin wurde sie 2016 französische Meisterin im Straßenrennen. Bei den Bahnradsport-Weltmeisterschaften der Junioren 2018 gewann sie zusammen mit Marie Le Net den Titel im Madison.
Im Erwachsenenbereich schloss Berteau sich 2019 dem UCI Women’s Team Doltcini–Van Eyck Sport an und bestritt unter anderem Rennen der UCI Women’s WorldTour. Im selben Jahr wurde sie französische Meisterin im Punktefahren der Elite. Bei diesen Meisterschaften gewann sie im Omnium im Keirin und im 500-m-Zeitfahren jeweils die Silbermedaille.
Im Jahre 2020 startete Berteau bei den Bahnweltmeisterschaften der Elite in Berlin, bei denen sie im Punktefahren Zwölfte und im Scratch Neunte wurde. 2021 errang sie bei den Europameisterschaften Silber im Omnium sowie Bronze im Zweier-Mannschaftsfahren (mit Marion Borras) und im Jahr darauf Bronze bei den Weltmeisterschaften in der Mannschaftsverfolgung und Silber im Punktefahren sowie in der Mannschaftsverfolgung.
Seit 2022 fährt Berteau für Cofidis; mit diesem Team nahm sie an der erstmals ausgetragenen Tour de France Femmes 2022 teil. Anfang 2023 wurde sie mit Clara Copponi Vize-Europameisterin im Zweier-Mannschaftsfahren, im Juni wurde sie französische Meisterin im Straßenrennen.
Bei den Olympischen Spielen 2024 vor Heimpublikum in Paris kam sie im Straßenrennen auf den 27. Rang, mit dem Bahn-Vierer auf Platz 5.

## Erfolge

### Bahn
2018
- Junioren-Weltmeisterin – Madison (mit Marie Le Net)

2019
- Französische Meisterin – Punktefahren

2021
- Europameisterschaft – Omnium
- Europameisterin – Zweier-Mannschaftsfahren (mit Marion Borras)

2022
- Weltmeisterschaft – Mannschaftsverfolgung (mit Marion Borras, Valentine Fortin und Clara Copponi)
- Europameisterschaft – Punktefahren, Mannschaftsverfolgung (mit Marion Borras, Valentine Fortin und Clara Copponi)

2023
- Europameisterschaft – Zweier-Mannschaftsfahren (mit Clara Copponi)
- Weltmeisterschaft – Mannschaftsverfolgung (mit Marie Le Net, Marion Borras, Valentine Fortin und Clara Copponi), Zweier-Mannschaftsfahren (mit Clara Copponi)
- Französische Meisterin – Punktefahren, Zweier-Mannschaftsfahren (mit Valentine Fortin)
- Nations Cup in Kairo – Mannschaftsverfolgung (mit Clara Copponi, Valentine Fortin, Marion Borras und Marie Le Net)

2024
- Französische Meisterin – Zweier-Mannschaftsfahren (mit Valentine Fortin)
- Weltmeisterschaft – Zweier-Mannschaftsfahren (mit Marion Borras)

2025
- Europameisterschaft – Zweier-Mannschaftsfahren (mit Marion Borras)

### Straße
2016
- Französische Meisterin – Straßenrennen (Jugend)

2018
- Gent–Wevelgem (Juniorinnen)
- eine Etappe Omloop van Borsele

2023
- Französische Meisterin – Straßenrennen